# Mirosława Sieczko
Mirosława Sieczko, z domu Michalak – polska koszykarka, multimedalistka mistrzostw Polski.
W sezonie 1977/78 przebywała na urlopie macierzyńskim.

## Osiągnięcia
Drużynowe
- Mistrzyni Polski (1972–1974, 1982)
- Wicemistrzyni Polski (1975, 1977)
- Brązowa medalistka mistrzostw Polski (1976, 1979–1981)
- Zdobywczyni pucharu:
  - Polski (1976)
  - CRZZ (1972)
- Finalistka pucharu Polski (1981, 1982)
- 3. miejsce w pucharze Polski (1979, 1980)
- Uczestniczka rozgrywek pucharu:
  - Europy Mistrzyń Krajowych (1972–1975)
  - Ronchetti (1976/77, 1978/79)

Reprezentacja
- Uczestniczka mistrzostw Europy U–18 (1971 – 6. miejsce)